# باغ چاوشی
باغ چاوشی، روستایی از توابع بخش چهارباغ شهرستان ساوجبلاغ در استان البرز ایران است.

## جمعیت
این روستا در دهستان رامجین قرار دارد و براساس سرشماری مرکز آمار ایران در سال ۱۳۸۵، جمعیت آن ۳۵ نفر (۱۱خانوار) بوده‌است.